# Alessandro Scotti
Alessandro Scotti (Montegrosso d'Asti, 20 dicembre 1889 – Costigliole d'Asti, 19 maggio 1974) è stato un politico italiano, piccolo proprietario terriero e ri-fondatore del Partito dei Contadini d'Italia.

## Biografia
Nato in una famiglia di contadini, conseguì il diploma magistrale e si impiegò a Torino, dove cominciò a insegnare presso una scuola del quartiere popolare di Barriera Nizza. All'inizio della Grande Guerra si arruolò volontario e venne assegnato, col grado di sotto-tenente, al fronte trentino; durante il conflitto combatté come ufficiale di complemento degli Alpini e fu decorato con due medaglie d'argento. Tornato a casa, venne coinvolto dal fratello Giacomo nelle lotte a favore dei contadini; in particolare i due fratelli organizzarono manifestazioni e proteste contro la nuova tassa sul vino, che era stata istituita dal Governo Nitti. Nel 1919 si presentò nelle liste del Partito Popolare Italiano assieme al fratello, che venne eletto e si ricandidò nel 1921, incrementando i suoi consensi.
Anche in seguito a ciò, insieme decisero di fondare il Partito dei Contadini d'Italia: il nuovo partito aveva lo scopo di difendere gli interessi dei piccoli proprietari e dei lavoratori rurali dalle speculazioni industriali e dai privilegi dei latifondisti; aveva quindi una forte connotazione classista ma, al contempo, era caratterizzato da un forte anticomunismo. Inoltre, i fratelli Scotti presero subito posizione ferma e dura contro il fascismo ed a causa di ciò vennero fatti segno di numerosi atti di violenza, a cominciare dall'aggressione squadristica contro la casa paterna di Montegrosso, che subirono nel 1922 e che costrinse Alessandro ad emigrare all'estero.
Il 9 novembre 1926 Giacomo Scotti fu uno dei pochi deputati a votare contro la legge che istituiva la pena di morte; per questo fu aggredito e picchiato a sangue da un gruppo di deputati fascisti capitanati da Achille Starace; poco dopo il Partito dei Contadini fu sciolto e Giacomo si ritirò a vita privata, dedicandosi alla sua attività di coltivatore fino alla morte, avvenuta il 31 maggio 1936. Nel frattempo Alessandro Scotti visse prima all'estero, per poi tornare in Italia nel 1930 e ricevere il provvedimento di residenza obbligatoria a Torino, dove, dopo aver tentato d'intraprendere una serie di lavori (ed essere stato sempre respinto o licenziato perché non iscritto al Partito Nazionale Fascista), riuscì ad impiegarsi come insegnante presso l'Istituto Sociale.
Nel 1940 fu richiamato sotto le armi e inviato a servire in un reparto di fanteria a Fiume. Al momento dell'armistizio del settembre 1943 era di stanza ad Alessandria, da dove tornò subito nell'astigiano, pronto a ricominciare l'attività politica in favore dei contadini e dei piccoli proprietari e del lavoro nelle campagne. Costituitasi la Repubblica Sociale, decise di entrare nella Resistenza e, nella primavera del 1944, fondò la "Colonna Rurale Monviso", reparto partigiano cui aderirono subito circa duemila giovani, quasi tutti provenienti dai campi; a fianco ad essa formò le "Squadre rurali", che coinvolgevano migliaia di famiglie contadine e che sostenevano l'impegno dei partigiani combattenti, svolgendo azioni e compiti di tipo logistico. Sia le prime che le seconde furono inquadrate all'interno di Giustizia e Libertà.

### Deputato
Nel dopoguerra Scotti rifondò il Partito dei Contadini d'Italia, capeggiandolo alle elezioni per l'Assemblea Costituente del 1946 dove fu l'unico eletto. Fu determinante per permettere al Partito Democratico del Lavoro (piccola formazione della sinistra liberale) di costituire un proprio gruppo parlamentare indipendente.
Alle elezioni politiche del 1948 fu eletto deputato alla Camera. Entrò nel gruppo repubblicano, al quale fu iscritto fino al 1951, quando se ne distaccò perché cominciò a fare una politica d'apparentamento con il Partito Nazionale Monarchico.
Fu rieletto nel 1953 per la seconda legislatura ma nelle liste monarchiche. 
Questa svolta verso destra provocò attriti all'interno del partito che, alla fine, scelse una linea opposta, presentandosi alle politiche del 1958 in alleanza con il Movimento Comunità di Adriano Olivetti, che risultò l'unico eletto della lista. Scotti non accettò la decisione del partito e si dimise, presentandosi di nuovo con i monarchici, ma senza essere eletto. In seguito alla perdita del seggio si ritirò a vita privata.  Morì nel maggio del 1974 all'età di 84 anni.